# Yoshi Heimrath
Yoshi Heimrath (* 7. Februar 1983 in München) ist ein deutscher Kameramann.
Heimrath hat an der Filmakademie Baden-Württemberg Kamera studiert und dort schon erste Kurzfilme realisiert. 2010 erhielt er für seine Arbeit an Burhan Qurbanis Debütlangfilm Shahada den First Steps Award (Sonderpreis Kamera). 2017 wurde er für den Deutschen Kamerapreis in der Kategorie Kinospielfilm (Kamera) für Die beste aller Welten nominiert.
2020 erhielt Heimrath den Deutschen Filmpreis für seine Arbeit an Burhan Qurbanis Berlin Alexanderplatz. Er ist Mitglied im Berufsverband Kinematografie (BVK).

## Filmografie (Auswahl)
- 2010: Shahada, Regie: Burhan Qurbani
- 2011: Schreie der Vergessenen, Regie: Lars Henning Jung
- 2014: Wir sind jung. Wir sind stark. Regie: Burhan Qurbani
- 2015: Tatort: Schwerelos, Regie: Züli Aladağ
- 2016: Mitten in Deutschland: NSU – Die Opfer – Vergesst mich nicht, Regie: Züli Aladağ
- 2017: Die beste aller Welten, Regie: Adrian Goiginger
- 2017: Die Vierhändige, Regie: Oliver Kienle
- 2017: Das Verschwinden, Regie: Hans-Christian Schmid
- 2020: A Pure Place, Regie: Nikias Chryssos
- 2020: How to sell drugs online fast - Season 2 Regie: Arne Feldhusen
- 2020: Berlin Alexanderplatz, Regie: Burhan Qurbani
- 2020: Isi & Ossi, Regie: Oliver Kienle
- 2021: Blood Red Sky, Regie: Peter Thorwarth
- 2021: A Pure Place
- 2022: Buba, Regie: Arne Feldhusen
- 2022: Der Fuchs
- 2023: Eine Billion Dollar (Fernsehserie)
- 2025: Kein Tier. So Wild.